# Мелипеуко
Мелипеуко (исп. Melipeuco) — посёлок в Чили. Административный центр одноимённой коммуны. Население — 2333 человека (2002).   Посёлок и коммуна входит в состав провинции Каутин и области Араукания.
Территория коммуны —  1107,3 км². Численность населения — 5520 жителей (2007). Плотность населения — 4,99 чел./км².

## Расположение
Поселок расположен в 78 км на восток от административного центра области города Темуко.
Коммуна граничит:
- на севере — c коммуной Куракаутин
- на северо-востоке — c коммуной Лонкимай
- на востоке — с провинцией Неукен (Аргентина)
- на юге — c коммунами Кунко, Курареуэ
- на западе — c коммуной Кунко
- на северо-западе — c коммуной Вилькун

## Демография
Согласно сведениям, собранным в ходе переписи Национальным институтом статистики, население коммуны составляет 5520 человек, из которых 2780 мужчин и 2740 женщин.
Население коммуны составляет 0,59 % от общей численности населения области Араукания. 62,4 %  относится к сельскому населению и 37,6 % — городское население.